# Гиллмор, Дэвид
Дэвид Хау Гиллмор, барон Гиллмор Темсфилдский (англ. David Howe Gillmore, Baron Gillmore of Thamesfield; 16 августа 1934 — 20 марта 1999) — британский дипломат. Барон (21.02.1996), с того же года независимый член Палаты лордов.
Сын вице-маршала авиации.
Образование получил в Трент-колледже и кембриджском Королевском колледже, где изучал французский и русский языки.
В 1953—1955 годах служил в ВС Великобритании.
В 1958—1960 годах работал в «Reuters».
На службе в Форин-офисе в 1970—1994 годах.
В 1972—1975 годах первый секретарь в Москве, когда годом ранее произошла высылка 105 советских разведчиков из Великобритании.
В 1979—1981 годах возглавлял департамент обороны и в 1986—1990 годах работал заместителем заместителя министра иностранных дел Великобритании.
В 1983—1986 годах Верховный комиссар Великобритании в Малайзии.
В 1991—1994 годах постоянный заместитель министра иностранных дел Великобритании, глава дипломатической службы. Был назначен на этот пост по инициативе Маргарет Тэтчер.
С 1994 года в отставке.
В 1995—99 годах директор и в 1997—99 годах вице-председатель «Vickers plc».
Рыцарь Великого Креста ордена Святого Михаила и Святого Георгия (1994, рыцарь-командор 1990, кавалер 1982).
С 1964 года был женат на Люсиль Софи Морин, имели двух сыновей (1967 и 1970 годов рождения).